# Cordilheira Alta
Cordilheira Alta est une ville brésilienne située dans la mésorégion Ouest de Santa Catarina, dans l'État de Santa Catarina.

## Géographie
Cordilheira Alta se situe par une latitude de 26° 59′ 04″ sud et par une longitude de 52° 36′ 12″ ouest, à une altitude de 768 mètres. Sa population était de 3 787 habitants au recensement de 2010. La municipalité s'étend sur 84 km2.
Elle fait partie de la microrégion de Chapecó, dans la mésorégion Ouest de Santa Catarina.

## Villes voisines
Cordilheira Alta est voisine des municipalités (municípios) suivantes :
- Chapecó
- Coronel Freitas
- Xaxim